# Велик Караджов
Велик Караджов (на английски: Velik Karadjoff) е български общественик и духовник от Македония през XX век.

## Биография
Велик Караджов е роден през 1874 година в драмското село Каракьой, тогава в Османската империя. През 1922 година е изпратен за български свещеник в Торонто, където служи в „Св. св. Кирил и Методий“, а през 1923 година вече е в САЩ.
Междувременно като делегат от Драмското благотворително братство участва в обединителния конгрес на Македонската федеративна организация и Съюза на македонските емигрантски организации от януари 1923 година.
През 1928 година построява македонобългарската църква в Гери, САЩ. Към 1930 година е свещеник в църквата „Света Троица“ в Диърборн, където през 1932 година организира женски клуб към нея.
По време на българското управление в Беломорска Македония през Втората световна война Велик Караджов е архиерейски наместник в Сяр.
Умира през 1949 година в София.